# Lycoming County
Lycoming County ist ein County im US-Bundesstaat Pennsylvania der Vereinigten Staaten. Bei der Volkszählung im Jahr 2020 hatte der County 114.188 Einwohner und eine Bevölkerungsdichte von 36 Einwohner pro Quadratkilometer. Der Verwaltungssitz (County Seat) ist Williamsport.

## Geschichte
Spuren altamerikanischer Besiedlung finden sich im Canfield Island Site.
Das County wurde am 13. April 1795 gebildet und nach dem Lycoming Creek benannt, einem Zufluss des Susquehanna River.
19 Bauwerke und Stätten des Countys sind im National Register of Historic Places (NRHP) eingetragen (Stand 23. Juli 2018).

## Geographie
Das County hat eine Fläche von 3221 Quadratkilometern, davon sind 23 Quadratkilometer Wasserfläche. Es wird vom Office of Management and Budget zu statistischen Zwecken als Williamsport, PA Metropolitan Statistical Area geführt.

## Städte und Ortschaften

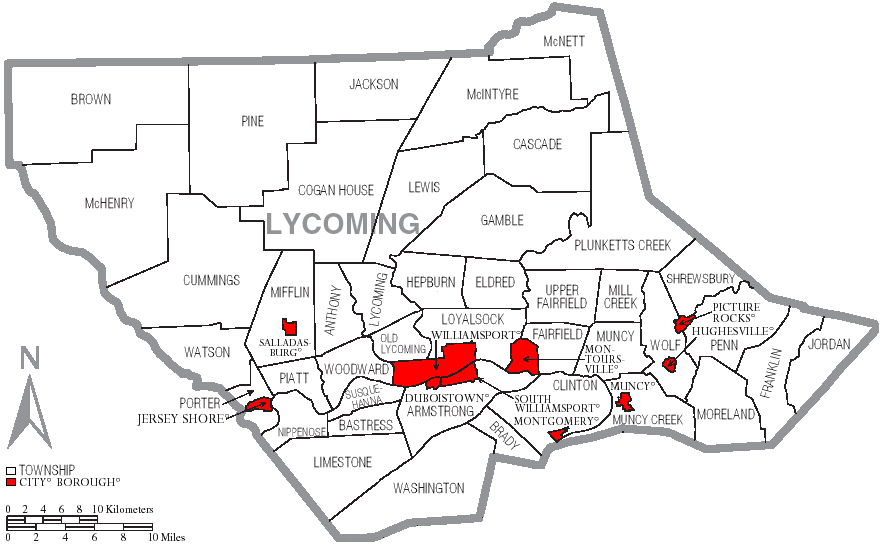
Karte mit Städten und Ortschaften

| - Anthony Township - Armstrong Township - Bastress Township - Brady Township - Brown Township - Cascade Township - Clinton Township - Cogan House Township - Cummings Township - Duboistown - Eldred Township - Fairfield Township - Franklin Township - Gamble Township - Garden View - Hepburn Township - Hughesville - Jackson Township | - Shore Jersey Shore - Jordan Township - Lewis Township - Limestone Township - Loyalsock Township - Lycoming Township - McHenry Township - McIntyre Township - McNett Township - Mifflin Township - Mill Creek Township - Montgomery - Montoursville - Moreland Township - Muncy Creek Township - Muncy Township - Muncy - Nippenose Township | - Old Lycoming Township - Penn Township - Piatt Township - Picture Rocks - Pine Township - Plunketts Creek Township - Porter Township - Salladasburg - Shrewsbury Township - South Williamsport - Susquehanna Township - Upper Fairfield Township - Washington Township - Watson Township - Williamsport - Wolf Township - Woodward Township |

## Sehenswürdigkeiten
- Buttonwood Covered Bridge in Jackson Township